# Marine malgache
 (août 2022).
Avec 4 828 km de côtes, la Marine de Madagascar, branche navale des Forces armées de Madagascar, est relativement dépourvue depuis le retrait de ses rares patrouilleurs côtiers entre 1998 et 1999. Les unités navigantes restantes (principalement affectées au transport) ne peuvent à elles seules assurer la maîtrise d'un espace maritime immense et recoupant quelques-unes des routes maritimes les plus fréquentées au monde.

## Historique
Les Forces armées malgaches sont officiellement constituées le 13 mai 1960. La section «Éléments Mer» est créée le 18 février 1961 à Diego Suarez lorsque la France offre aux Forces armées malgaches son premier patrouilleur, le Tanmasoandro (dont Didier Ratsiraka fut commandant).
En 1965, l'unité navale devient le Corps Marine Malagasy. La base aéronavale d'Antsiranana, fondée sur un ancien port militaire français, et celle d'Ivato commencent à opérer en 1975, année de fondation de l'État-Major des Forces Aéronavales (EMFAN).

## Équipements

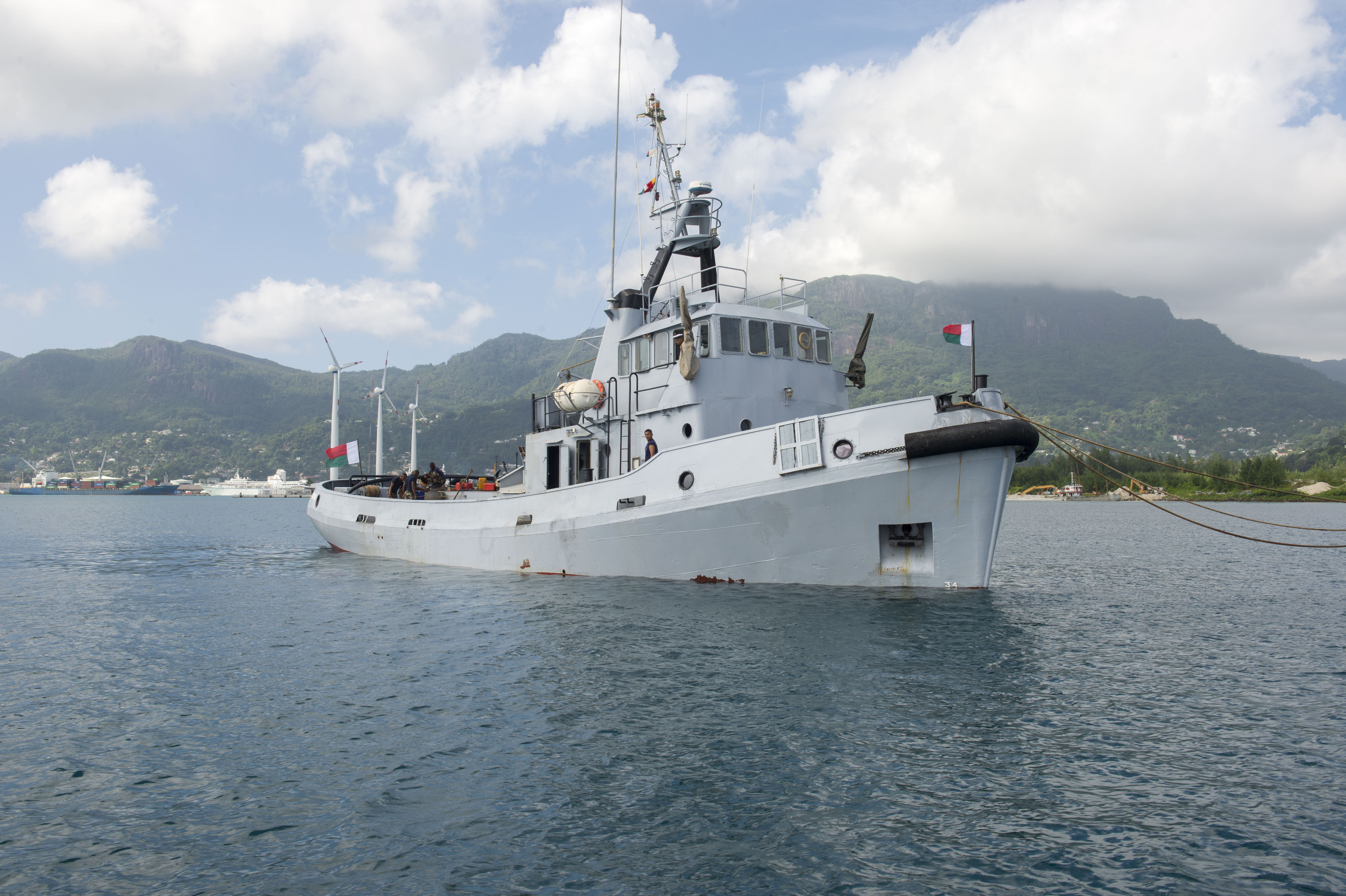
Patrouilleur RC Trozona en 2016 aux Seychelles lors de l'exercice Cutlass Express

- Un Chaland de Transport de Matériel (type EDIC - anciennement Marine nationale française). Le Aina Vaovao - Ex-L9082, commissionné en 1964, fut reçu par Madagascar en 1985. Déplacement : 670 tonnes (pleine charge). Équipage : 17 marins. Armement : 2 x 20 mm + 1 mortier de 81 mm.
- Un navire utilitaire (anciennement Marine nationale française). Commissionné en 1976, fut reçu par Madagascar en 1996. Déplacement: 505 tonnes (pleine charge). Équipage : 20 marins. Armement : inconnu.
- Sept vedettes garde-côtes. Reçues en 2003 à la suite d'un don des États-Unis et pour une valeur de 2 millions de dollars US.
- Deux patrouilleurs reçus en 2017 de la part de la Chine[4].

## Personnel
Les moyens humains des forces navales sont estimés à 500 marins en 2020.
Une compagnie de fusiliers marins existe, mais son rôle reste indéterminé.

### Grades
Les grades de la marine malgache sont calqués sur ceux de la Marine nationale française.

#### Officiers généraux
|             | Grades      | Grades                | Rangs et appellations | Rangs et appellations |
| Grade       | Vice-amiral | Vice-amiral d'escadre | Contre-amiral         | Amiral                |
| Appellation | Amiral      | Amiral                | Amiral                | Amiral                |

#### Officiers supérieurs
|             | Grades                | Grades               | Rangs et appellations |
| Grade       | Capitaine de corvette | Capitaine de frégate | capitaine de vaisseau |
| Appellation | Commandant            | Commandant           | Commandant            |

#### Officiers subalternes
|             | Grades     | Grades                            | Rangs et appellations              | Rangs et appellations  |
| Grade       | Aspirant   | Enseigne de vaisseau de 2e classe | Enseigne de vaisseau de 1re classe | Lieutenant de vaisseau |
| Appellation | Lieutenant | Lieutenant                        | Lieutenant                         | Capitaine              |

#### Officiers mariniers
|             | Grades                       | Grades                        | Rangs et appellations | Rangs et appellations |
| Grade       | Second maître seconde classe | Second maître première classe | Maître                | Premier maître        |
| Appellation | Second maître                | Second maître                 | Maître                | Premier maître        |

#### Quartiers-maîtres
|             | Grades                  | Rangs et appellations          | Rangs et appellations           |
| Grade       | Matelot première classe | Quartier-maître seconde classe | Quartier-maître première classe |
| Appellation | Matelot                 | Quartier-maître                | Quartier-maître                 |